# Helmut Brinckmann
Helmut Brinckmann (* 10. März 1912 in Rixdorf, heute zu Berlin-Neukölln; † 23. September 1994 in Darmstadt) war ein deutscher Bildhauer.

## Leben
In den Jahren 1928 bis 1931 machte Brinckmann eine Lehre als Stahlgraveur, parallel besuchte er die Kunstgewerbeschule Berlin. 1929 hatte er in Berlin-Adlershof seine erste Einzelausstellung mit Plastiken.
1931 bis 1937 studiert er an der Akademie in Berlin bei Ludwig Gies, Alfred Vocke und Otto Hitzberger.
Seine Ausstellungen mit Grafik, Plastik und Reliefs wurden im Nationalsozialismus von den Behörden zunehmend behindert.
1939 siedelte er nach Danzig über, um einem Ausstellungsverbot durch die Reichskulturkammer zu entgehen.
Im Kriegsdienst an der Ostfront wurde Brinckmann 1943 schwer verwundet, er verlor durch Kopfschuss ein Auge.
Nach Kriegsgefangenschaft verdiente sich Brinckmann ab 1945 als Holzbildhauer in Oberammergau seinen Lebensunterhalt.
1950 siedelte er, auf Vermittlung des Vereins der Förderer der Künstlerkolonie, nach Darmstadt über.
Als künstlerischer Berater des Hessischen Innenministers Dr. Heinrich Troeger und später der Hessischen Staatsbauverwaltung setzte sich Brinckmann zwischen 1951 und 1974 stark für die einheimischen Künstler und Kunst am Bau ein. Als Schlüssel zum Erfolg von Kunst am Bau im Spannungsfeld zwischen Architekten, Politik, Verwaltungsbeamten und Künstlern sah Brinckmann »die nutzenden Verwaltungen tätig und positiv einzubeziehen«.
1959 heiratete er die Malerin Ute Brinckmann-Schmolling (1924–2014).
Zum Dank und als Anerkennung für seine Leistungen als Geschäftsführer des hessischen Sonderbaufonds zur künstlerischen Ausgestaltung staatlicher Bauvorhaben verlieh die Stadt Darmstadt Brinckmann 1972 die Johann-Heinrich-Merck-Ehrung.
Brinckmann war Mitglied der Frankfurter Sezession und des Deutschen Künstlerbunds, seit 1963 Mitglied der neuen Darmstädter Sezession.

## Werk

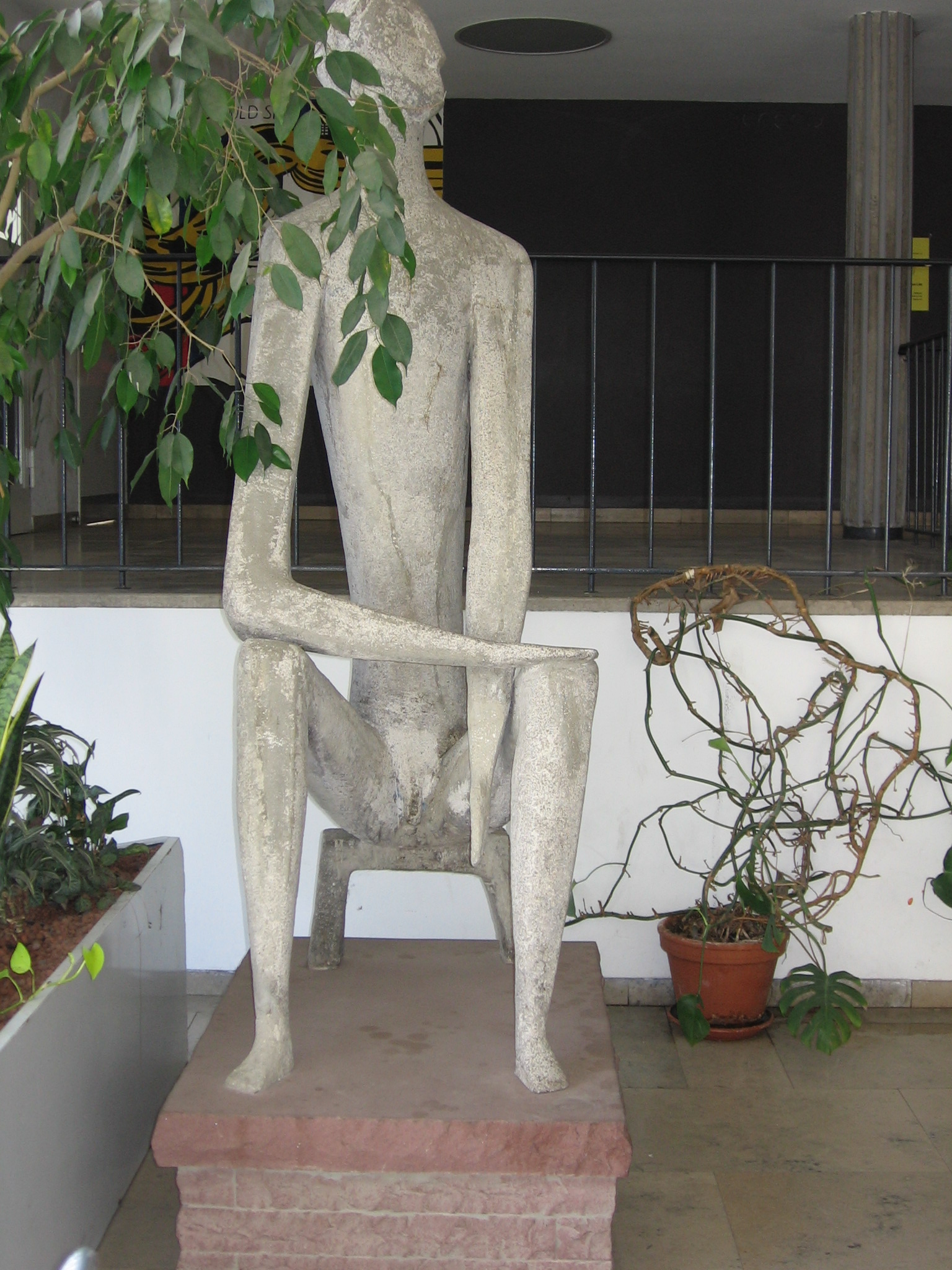
Großer Sitzender (1955). Ludwig-Georgs-Gymnasium, Darmstadt

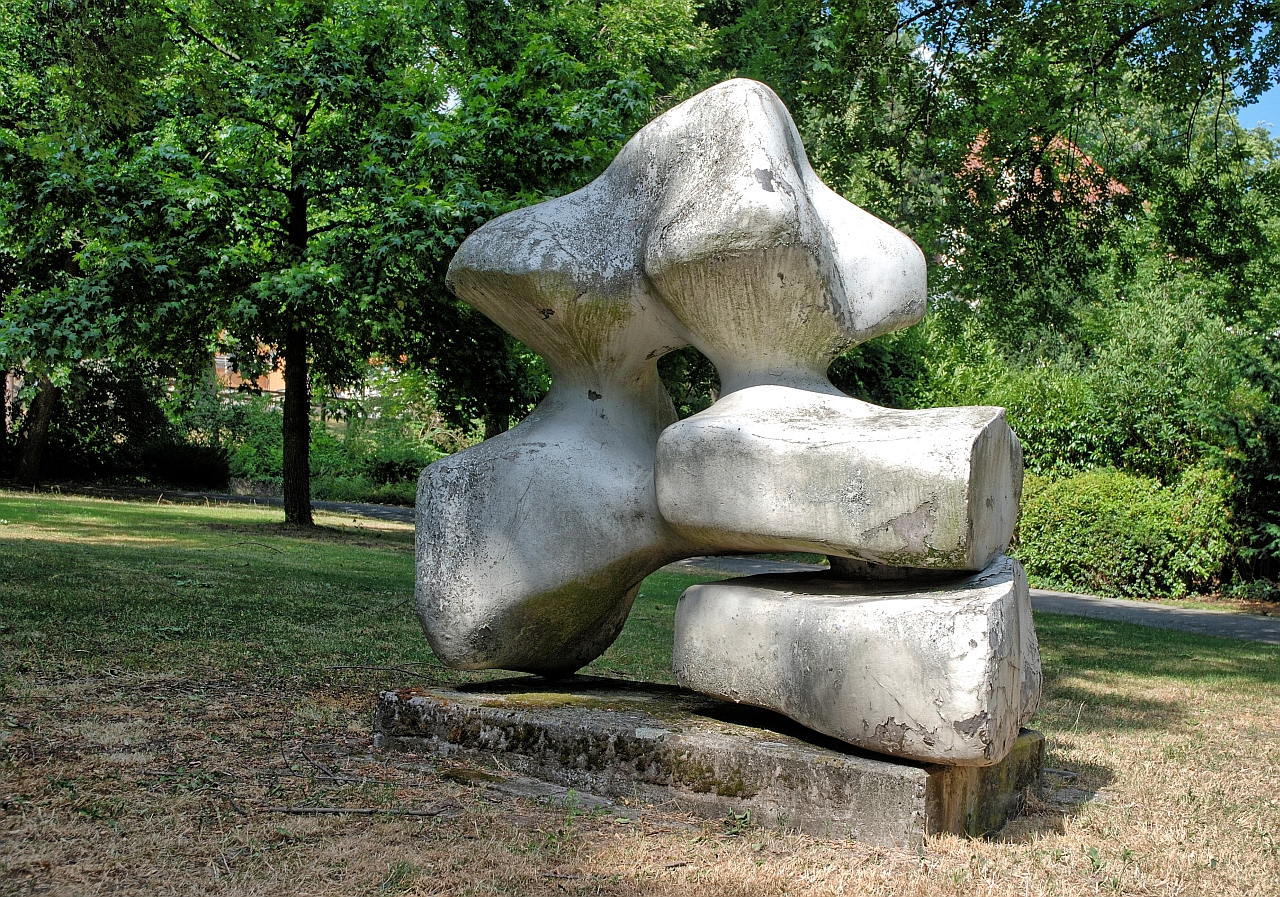
Krönung (1981). Mathildenhöhe, Darmstadt

Brinckmann arbeitete zunächst figürlich in Holz und Bronze.
Um seine Arbeit Großer Sitzender am Neubau des Ludwig-Georgs-Gymnasium, Darmstadt, gab es 1955 eine heftige Kontroverse. Da „eine Mehrheit der Bevölkerung“ diese Figur – als „Der Hockebleiber“ verspottet – und Zwei Figuren in Beziehung II von Bernhard Heiliger, die als zu abstrakt erschienen, ablehne, beschloss die Stadtverordnetenversammlung, sie zu entfernen. Erst ein Aufruf „Mahnung zur Vernunft“, den 45 Persönlichkeiten des kulturellen und wirtschaftlichen Lebens von Darmstadt an die Bevölkerung richteten und der sich gegen Besudelung und Verunglimpfung wandte und sich für die Freiheit und den Schutz der Kunst aussprach, sowie Telegramme des Deutschen Künstlerbunds und des Allgemeinen Studentenausschusses der Hochschule für Bildende Kunst in West-Berlin an den Darmstädter Bürgermeister konnten dies verhindern. Unter den Unterzeichnern des Aufrufs waren Persönlichkeiten wie Ludwig Metzger, von 1951 bis 1953 Minister für Erziehung und Volksbildung des Landes Hessen, Ludwig Prinz von Hessen und Otto Bartning, Präsident des Bundes Deutscher Architekten.
1959 entstanden erste Arbeiten aus Kunststoff. Nach einer geometrischen und einer informellen Phase in den 1960er Jahren entstanden ab den 1970er Jahren monumentale biomorphe Abstraktionen aus Bronze und insbesondere aus Polyesterharz. In einem Wechsel von Auskragungen, Öffnungen und Durchlässen illustrieren sie Brinckmanns Auffassung, »dass [in der Plastik] Form und Raum ein und dasselbe sind«.

„Kunst ist im Grunde eine Bannung des Vergänglichen in die Gefäße der Form und des Raumerlebens.“

Brinckmann bevorzugte für seine Plastiken einen Standort im Freien. Im Bürgerpark Nord und auf der Grünanlage am Hauptbahnhof Darmstadt befinden sich eine Reihe von (inzwischen zum Teil schwer beschädigten) Arbeiten, die Brinckmann 1980 der Stadt Darmstadt stiftete mit der Auflage, sie auf Grünflächen – im Dialog mit Vegetation und Himmel – aufzustellen.

## Ausstellungen (Auswahl)
Die mit «E» gekennzeichneten Ausstellungen waren Einzelausstellungen, zu den mit «K» gekennzeichneten Ausstellungen erschien ein Katalog.
- 1955: Kunstkabinett Hanna Bekker vom Rath, Frankfurt am MainE
- 1956: Musée National d’Art Moderne, Paris (Bronzemedaille)
- 1957: Stahlplastiken. Museum am Ostwall, DortmundE
- 1974: Helmut Brinckmann: Plastiken 1960–1974. Kunsthalle Darmstadt, 12. Oktober bis 17. November 1974, in Zusammenarbeit mit dem Kunstverein Darmstadt e.V.E,K
- 1977: Helmut Brinckmann: Plastiken im Freien. 22. Mai bis 10. Juli 1977, Darmstadt, Am Löwentor 2. Veranstalter: Neue Darmstädter SezessionE,K

## Skulpturen im Öffentlichen Raum
- Termittenstrauch, Bronze, 1969, Skulpturengarten der Neuen Galerie, Kassel[5]